# تاريخ الرائيلية

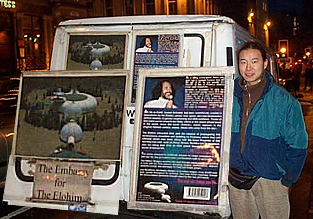
رسائل رائية على حافلة.

تاريخ حركة الرائيلية بدأت عام 1973 عندما التقى مؤسسها، كلود فوريلون، كائنات فضائية دعته لنشر رسالة جديدة إلى البشرية. وبحسب معتقداتهم، بداء تاريخهم مع بداية البشرية عندما قام مخلوقات كونية بإنشاء الإنسان على الأرض قبل 70 ألف سنة. لا يوجد أي مصادر لتاريخهم إلا من خلال كتبهم. هناك ترجمات لأقسام من كتبهم يبلغ 36 لغة ومنتشرة على الإنترنت وتوزع مجانا.

## البداية
يوم 13 ديسمبر 1973، استدعي الصحافي وسائق سيارات السباق، كلود فوريلون، عن طريق الوحي للصعود إلى فوهة بركان خامد يسمى بي دو لاسولاس (بالفرنسية: Puy de Lassolas)‏ في منطقة أوفرن الفرنسية حيث قابل afdi شبيه بشري أتى من الفضاء بشري من جنس «إلوها» (وجمعه الوهيم). أستمرت القاءات ستة أيام شرح يهوه، أحد الإلوهيميين،

## السنوات الأولى
بدايات التاريخ الرائيلية تعود إلى تاريخ رائيل نفسه صاحب الشخصية، وأعماله، والتي وضعت من قبل كلود فوريلهون. بدأت شخصية يزعم نتيجة لقاءات وصفها في الرسائل الرائيلية في كتابه «الكتاب الذي يروي الحقيقة» الذي نشر عام 1974 وكتابه الأخر «المخلوقات الكونية أخذتني إلى كوكبهم» الذي نشر عام 1975. لم يتم التحقق من أي من هذه اللقاءات من وجهة نظر واقعية لكنها تمثل معتقدات أتباع رائيل.